# Роговые Смоляри
Роговые Смоляри (укр. Рогові́ Смолярі) — село в Ровненской сельской общине Ковельского района Волынской области Украины.
Код КОАТУУ — 0723385907. Население по переписи 2001 года составляет 214 человек. Почтовый индекс — 44312. Телефонный код — 3377. Занимает площадь 0,77 км².

## История
В 1906 году Смоляры Роговые, село Гущанской волости Владимир-Волынского уезда Волынской губернии. Расстояние от уездного города 90 версты, от волости 15. Дворов 158, жителей 991.
До 18 июля 2017 года село принадлежало Столинско-Смолярскому сельскому совету.
До 2020 года входило в Любомльский район.
19 сентября 2024 года Верховная Рада поддержала переименование села Роговые Смоляры в Роговые Смоляри. 26 сентября 2024 года переименование вступило в силу.